# Dharma beszéd

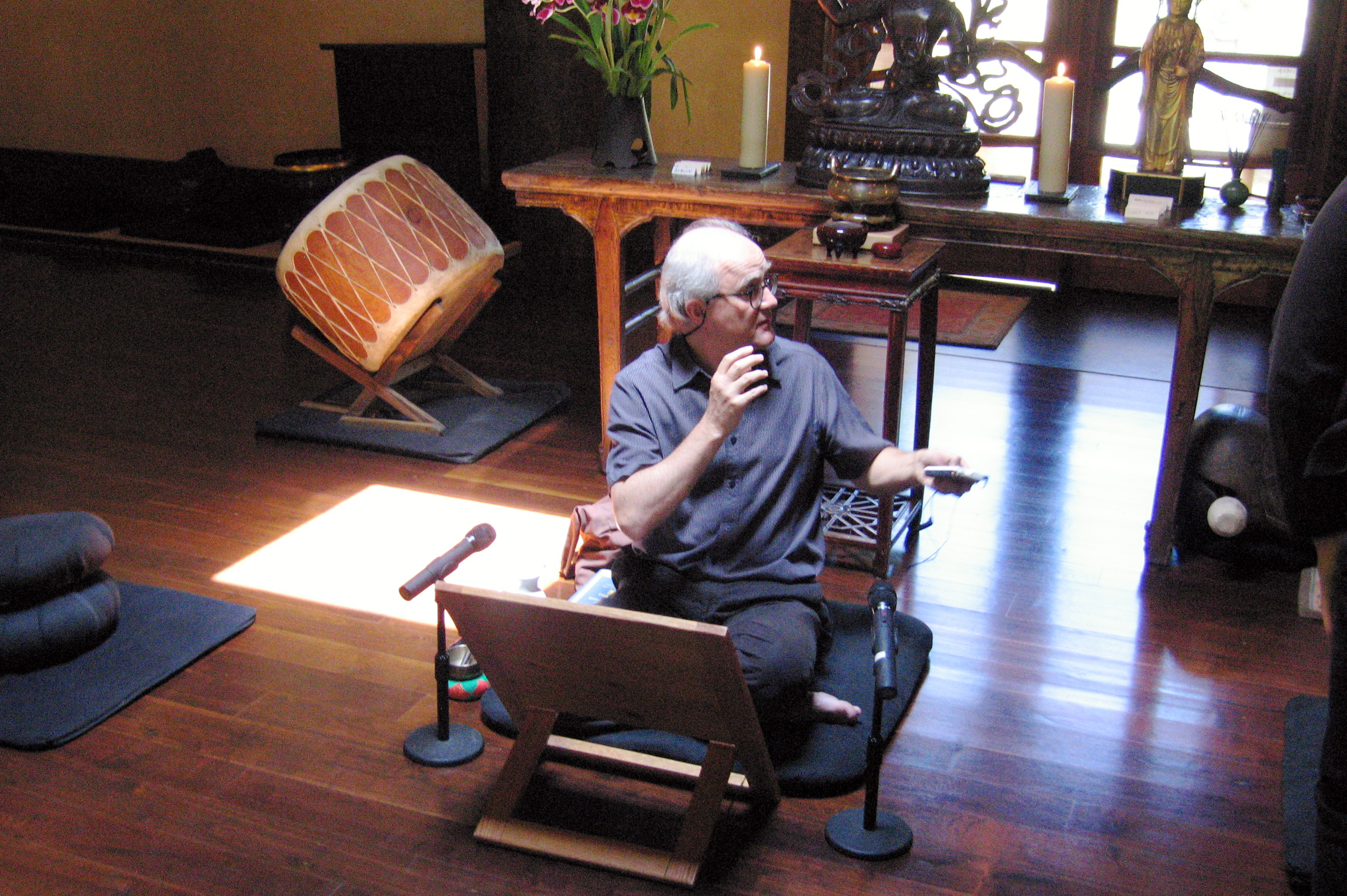
Stephen Batchelor dharma beszéd közben az új-mexikói Upaya Zen Központban

A dharma beszéd (szanszkrit), dhamma beszéd (páli) vagy dharma szentbeszéd (japán: 法語 teiso (ほうご, Hōgo), kínai: 法語) buddhista tanár közönség előtt tartott példabeszéde valamilyen buddhista témában.
Egyes zen hagyományokban a dharma beszédet úgy nevezik, hogy teiso. Azonban Taizan Maezumi és Bernard Glassman szerint a teiso egy olyan "formálisan előadott szövegmagyarázat, amelyet egy zen mester egy zen szöveggel kapcsolatban. Legszigorúbb értelemben a teiso nem dualisztikus és ezáltal különbözik a dharma beszédtől, amely egy buddhista témával kapcsolatos előadás." Tehát, ebben az értelemben a teisho egy formális dharma beszéd. A vietnámi Thics Nhat Hanh mester a következőt mondta a dharma beszédről:
|  | „A Dharma beszéd mindig egyszerre két módon is megfelelő: mindig tökéletesen megegyezik a dharma szellemével és hibátlanul illeszkedik az adott helyzethez. Ha csak a tanításnak felelne meg, de a hallgató szükségleteinek nem, akkor az nem volna dharma beszéd, hiszen nem volna megfelelő.” |
|  | |

A dharma beszéd előadója bevezetőként elmondhat egy zen történetet, de ennél többet ér, amikor a hallgatóság soraiból érkeznek a kérdések, amelyeket megválaszolva tud segíteni a tanító a jelenlevőkön.

## Külső hivatkozások
- Dharma beszédek angolul - audiodharma.org
- Dharma beszédek angolul -  dharmaseed.org
- Dharma beszédek angolul - Buddhanet
- Thics Nhat Hanh Dharma beszédek angolul
- Dharma beszédek különböző nyelveken - dhammatalks.net